# リージョナルクリエーション長崎
株式会社リージョナルクリエーション長崎（リージョナルクリエーションながさき）は、長崎県長崎市に本社を置く、長崎地域における地域創生事業を手がけるジャパネットホールディングス傘下の企業。

## 概要
ジャパネットホールディングスが、経営危機に見舞われた地元のサッカークラブであるV・ファーレン長崎の経営再建に2017年から関わり、祖業であるジャパネットたかたの創業者である髙田明が中心となって復活を遂げたことを契機として、企業として「（長崎における）地域創生」を通信販売事業に次ぐ第二の柱として取り組むことを決め、その中核となる企業として設立された企業である。
具体的には、三菱重工業長崎造船所幸町工場の跡地に整備された都市再開発地区「長崎スタジアムシティ」の事業主体として企画運営を手がけるほか、隣接する長崎ロープウェイ及び稲佐山公園の指定管理を共同企業体の一員として請負っている。なお、長崎ロープウェイ及び稲佐山公園の指定管理については2025年3月末をもって満了となることが決まっている。

## 沿革
- 2016年1月1日 - 長崎県佐世保市日宇町（ジャパネットたかたと同所在地）にて「株式会社ジャパネットビジネスアソシエイツ」設立（法人格の成立日）[4]
- 2018年4月26日 - ジャパネットグループ（ジャパネットホールディングス、ジョーンズ・ラング・ラサールグループ、竹中工務店との3社によるコンソーシアム）が三菱重工業長崎造船所幸町工場の跡地跡地再開発業務の優先交渉権を獲得[5]。
- 2019年6月1日 - 「株式会社リージョナルクリエーション長崎」に商号変更、長崎市に本社移転[4]（対外的にはこの日を「設立日」としている）。
- 2019年12月13日 - 稲佐山公園及び長崎ロープウェイの指定管理者に決定（長崎市の外郭団体である「一般財団法人長崎ロープウェイ・水族館」との共同企業体による受託）[2]。指定期間は2020年4月1日から5年間。
- 2020年9月 - 長崎市万才町に本社移転[4]。
- 2022年4月1日 - グループ内の業務請負（イベントや店舗へのサービススタッフの提供）・人材派遣を担当していたジャパネットリージョナルスタッフィング（2020年設立[6]）を吸収合併[4]。
- 2024年10月14日 - 長崎スタジアムシティがグランドオープン。